# Opéra-ballet
Az opéra-ballet (operabalett) jellegzetesen francia operaműfaj, amely a 17. század második felében született, és virágkorát a 18. század első felében élte. A műfaj a divertissement-okra vezethető vissza, amelyek közjátékszerűen választották el egymástól a tragédie lyrique felvonásait (létezett tragikus és komikus változatuk is). Az opéra-balletben az ének és tánc váltakozott egymással, de ez utóbbi jelentős hangsúlyt kapott, olyannyira, hogy fokozatosan elnyomta még a recitatív részeket is. Ugyancsak nagy hangsúlyt kaptak a szcenikai elemek, amelyek fontos kellékei voltak a barokk színházaknak. Már Jean-Baptiste Lully egyes művei is az opéra-ballet irányába mutattak, de az első igazi nagy mestere André Campra volt (L’Europe galante, 1697; Les fétes venitiennes, 1710). Csúcspontját a műfaj Jean-Philippe Rameau-val érte el (Les Indes galantes (A gáláns Indiák), 1735; Les fétes d’Hébé, 1739).